# 日産・MA10S
日産・MA10Sはかつて日産自動車が製造していた直列4気筒レシプロエンジンの型式名である。

## 概要
MA10SはK10型の専用エンジン(987cc)として小型・軽量・高性能を狙って新開発されたエンジンで、日産自動車では初めてシリンダーブロックの材質にアルミニウムを採用し、当時1,000ccクラスではAT車で整備重量69kgと世界最軽量のエンジンであった。
電子制御キャブレター(ECC)を採用し、マーチK10型の標準仕様車及び日産・Be-1に搭載された。
基本的に市販仕様は1982年9月から1991年11月頃まで製造された。
当初は排気系触媒の違いにより5速MT車エンジン及び4速MT用エンジンの2種類があり、モノリス型酸化触媒仕様エンジン（MA10SのLグレード型5速仕様）とモノリス三元触媒仕様エンジンの2種類に分かれていた。
K10初期型から中期間で使用、のちに後期型(1989年発売)の仕様では改良三元触媒に統一された。
このエンジンの発展型としてMA10ET(ターボ付)、MA09ERT(スーパーチャージャー切り替え式ターボチャージャー)、MA10E型(日産・ザウルスJr専用競技用インジェクション)、輸出用としてはMA12(MA12S 1,235cc)がある。

## 機構
MA10S型エンジンは基本設計はその生産終了までは細部を除き、ほぼ同じである。エンジン本体はコンパクトな水冷直列4気筒エンジンで排気量は987ccとした。
動弁機構ではアルミダイカスト製のシリンダーブロックを採用、シリンダーレイアウトは4連サイアミーズ型を採用、軽量化を図った。
潤滑系ではシリンダーブロックの配列を等ピッチとし、かつ密着し、シリンダーブロックの全長を短縮した。
燃焼効率を高めるため(ハイスクワール吸気ポート)半球形の燃焼室の中心付近に急速燃焼を可能とするスパークプラグ配置とし、吸排気系はクロスフロー方式とした。強いスクワールを与える吸気ポートとスクワールを維持しやすい凹凸のない半球燃焼室、さらに9.5と高い圧縮比などによる燃焼効率の向上を狙った。
クランクシャフトでは鋳鉄製中空型とし、ピン部及びジャーナル部も中空化、軽量化を図った。
静粛性、信頼性向上を目指し、一体型メインベアリングキャップを採用、タイミング（コックド）ベルトの採用、各部品の剛性の向上などにより、振動、騒音、を低減、アルミ製シリンダーブロックの精密度をコンピューターによる最適設計でその剛性を高め、より高度な信頼性が得られるようにした。
動弁機構はV型弁配置のSOHC機構とし静粛、耐久性に優れたゴム製タイミングベルトで駆動している。
- 吸排気系、燃料系ではインテークマニホールドのブランチ形状を吸気をUターンさせて、吸気の整流化を可能とする完全トーナメント型とし、中・低回転域のトルク重視設計、燃料分配、旋回性能、、キャブレーター整備性向上を図り、優れた動力性能をも目指した。インテークマニホールド部には温水通路を設定しEGR回路を内蔵している。
- MA10酸化のキャブレターには温水加熱式フルオートチョークを採用、エンジンの暖気状態に見合った作動をするようにしている。
- アイドル回転数補正装置を設定し、通常時のアイドリング回転数を低くし燃費向上性を図った。
- MA10三元には電子制御キャブレター(ECC)を採用、O2センサー及びモノリス型三元触媒(触媒/白金ロジウム)と併せて、排気ガス清浄化、並びにフューエルカット領域をできるだけ広くする事により燃費向上を図っていた。
- 冷却系ではFF駆動化に伴うエンジン横置き搭載に関連して、電動クーリングファン付のラジエーターを設定した。なお、ラジエーターは車種グレードの違いにより2種類に分類される。銅製ラジエーターがマーチE、Lでアルミ製ラジエーターがマーチS、Gに設定された。
- MA10Sエンジンのマウントは右・左・後の3点支持とし、更にAT車には前後に、MT車には前側にバッファーロッドを設定してある。

## MA10S搭載車輌
- 日産・マーチ（K10型）
- 日産・Be-1
- 日産・パオ

## 初期型主要諸元表
- 総排気量 : 987cc
- 燃料室形状 : 半球型
- 弁機構 : SOHC
- 1気筒あたりのバルブ数：2（吸気：1、排気：1）
- 内径×行程 : 68.0mm×68.0mm
- 圧縮比 : 9.5
- 最高出力 : 57PS/6,000rpm（グロス値。ネット値は52PS/6,000rpm）
- 最大トルク : 8.0kgm/3,600rpm（グロス値。ネット値は7.6kgm/3,600rpm）